# Hemistola fletcheri
Hemistola fletcheri là một loài bướm đêm trong họ Geometridae.